# Batalla de Selinunte (409 a. C.)
La Batalla de Selinunte, que tuvo lugar en la primavera de 409 a. C., fue la primera batalla de la llamada Segunda guerra siciliana. El sitio se prolongó diez días y la batalla se libró en Sicilia entre las fuerzas cartaginesas bajo Aníbal Magón (Un político de Cartago de la familia Magónida, no el famoso Aníbal de la familia Bárcida) y los griegos dorios de Selinunte. La ciudad de Selinunte había derrotado a la ciudad élimo de Segesta en 415 a. C., un evento que llevó a la invasión ateniense de Sicilia en 415 a. C. y que terminó con la derrota de las fuerzas atenienses en 413 a. C. Cuando Selinunte nuevamente atacó a Segesta en 411 a. C., Cartago, respondió al llamado de Segesta, Selinunte fue sitiada y saqueada después de que los cartagineses rechazarán los ofrecimientos de negociaciones hechas por los griegos. Este fue el primer paso de la campaña de Aníbal para vengar la derrota cartaginesa en la primera batalla de Hímera en el año 480 a. C. La ciudad de Selinunte fue reconstruida posteriormente, pero no volvió a recuperar su poderío anterior.